# Luis Sánchez (árbitro)
Luis Alfonso Sánchez González (Zarzal, Valle del Cauca, 22 de septiembre de 1980) es un exarbitro FIFA del fútbol profesional de Colombia (2006-2020). 

## Finales dirigidas
- Fue el árbitro central de la final de ida del torneo apertura 2012, entre Santa fe y el Pasto, 11 de junio del 2012, en el estadio Libertad de Pasto.[1]

- Fue el árbitro central de la final de vuelta del torneo finalización 2012, entre Millonarios y el DIM , el 16 de diciembre del 2012 en el estadio El Campin de Bogotá.[2]
- Fue el árbitro central de la final de ida de la Copa Colombia 2013, entre Millonarios y Nacional, 13 de noviembre del 2013 en el estadio El Campin de Bogotá.[3]

- Fue el árbitro central de la final de ida del torneo apertura 2014 entre Junior y Nacional, el 18 de mayo del 2014 en el estadio Metropolitano de Barranquilla.[4]
- Fue el árbitro central de la final de ida de la Copa Colombia 2014, entre Tolima y Santa fe, el 5 de noviembre del 2014 en el estadio Manuel Murillo Toro de Ibagué.[5]

- Fue el árbitro central en la final de vuelta del torneo finalización 2014, que se disputó en el estadio El Campin de Bogotá, entre Santa Fe y el DIM el 21 de diciembre de 2014.[6]

- Fue el árbitro central del partido de vuelta de la Superliga de Colombia entre los equipos, Santa fe y Nacional en el estadio El Campín de Bogotá. El 27 de enero del 2015.[7]

- Fue el árbitro central en la final de ida del torneo finalización 2017, que se disputó en el estadio El Campin de Bogotá, entre Millonarios F.C. e Independiente Santa Fe el 13 de diciembre de 2017.[8]

## Participación internacional
Árbitro central representante de Colombia en el Suramericano de Fútbol Sub-17, que se llevó a cabo en Paraguay.

## Educación
- Egresado del Colegio "Simon Bolivar" en Zarzal, Valle del Cauca.
- Egresado de la Escuela Nacional del Deporte en Cali.